# Kyō Kara Watashitachi wa: GFriend 1st Best
Kyō Kara Watashitachi wa: GFriend 1st Best (en japonés: 今日から私たちは ~GFRIEND 1st BEST~, estilizado como Kyō Kara Watashitachi wa ~GFRIEND 1st BEST~ ) es el primer álbum recopilatorio y el álbum debut en japonés del grupo femenino surcoreano GFriend. Fue lanzado por King Records el 23 de mayo de 2018.
El 6 de mayo de 2018 fue lanzado un vídeo musical de su sencillo principal, la versión en japonés de su canción «Me Gustas Tu».

## Antecedentes y lanzamiento
Kyō Kara Watashitachi wa: GFriend 1st Best se lanzó el 23 de mayo de 2018 en cinco ediciones: una versión estándar, dos ediciones limitadas (Tipo A y Tipo B), la WEB y la edición King e-Shop. El álbum contiene versiones japonesas y coreanas de sus cinco anteriores sencillos, además de la canción «Trust» perteneciente al EP Snowflake de 2016. La edición limitada Tipo B contiene además un DVD con el vídeo musical de la versión japonesa de «Me Gustas Tu» y una película documental del debut japonés del grupo.

## Lista de canciones
| Edición limitada tipo A, tipo B, edición regular, edición King e-Shop |                                   |                |                            |                            |          |  |
| N.º                                                                   | Título                            | Letras         | Música                     | Arreglos                   | Duración |  |
| 1.                                                                    | «Glass Bead» (versión japonesa)   | SHOW           | Iggy, Youngbae             | Iggy, Youngbae             | 3:24     |  |
| 2.                                                                    | «Me Gustas Tu» (versión japonesa) | anan           | Iggy, Youngbae             | Iggy, Youngbae             | 3:42     |  |
| 3.                                                                    | «Rough» (versión japonesa)        | JUNE, Miz      | Iggy, Youngbae             | Iggy, Youngbae             | 3:30     |  |
| 4.                                                                    | «Navillera» (versión japonesa)    | JUNE, Miz      | Iggy, Youngbae             | Iggy, Youngbae             | 3:15     |  |
| 5.                                                                    | «Love Whisper» (versión japonesa) | JUNE, Miz      | Iggy, Youngbae             | Iggy, Youngbae             | 3:33     |  |
| 6.                                                                    | «Trust» (versión japonesa)        | SHOW, KAHO     | Noh Joo-hwan, Lee Won-jong | Noh Joo-hwan, Lee Won-jong | 3:38     |  |
| 7.                                                                    | «Glass Bead»                      | Iggy, Youngbae | Iggy, Youngbae             | Iggy, Youngbae             | 3:24     |  |
| 8.                                                                    | «Me Gustas Tu»                    | Iggy, Youngbae | Iggy, Youngbae             | Iggy, Youngbae             | 3:42     |  |
| 9.                                                                    | «Rough»                           | Iggy, Youngbae | Iggy, Youngbae             | Iggy, Youngbae             | 3:30     |  |
| 10.                                                                   | «Navillera»                       | Iggy, Youngbae | Iggy, Youngbae             | Iggy, Youngbae             | 3:14     |  |
| 11.                                                                   | «Love Whisper»                    | Iggy, Youngbae | Iggy, Youngbae             | Iggy, Youngbae             | 3:33     |  |
| 12.                                                                   | «Trust»                           | Noh Joo-hwan   | Noh Joo-hwan, Lee Won-jong | Noh Joo-hwan, Lee Won-jong | 3:35     |  |
| 42:06                                                                 |                                   |                |                            |                            |          |  |

| Edición limitada tipo B |                                                   |          |  |
| N.º                     | Título                                            | Duración |  |
| 1.                      | «Me Gustas Tu (vídeo musical)» (versión japonesa) |          |  |
| 2.                      | «GFriend Japan Debut Documentary Movie»           |          |  |

## Posicionamiento en listas
| Lista (2018)          | Mejor posición |
| --------------------- | -------------- |
| Japón (Japan Hot 100) | 10             |
| Japón (Oricon)        | 10             |

| Lista (2018)   | Mejor posición |
| -------------- | -------------- |
| Japón (Oricon) | 25             |

## Historial de lanzamiento
| País  | Fecha              | Formato                         | Sello        |
| ----- | ------------------ | ------------------------------- | ------------ |
| Japón | 23 de mayo de 2018 | CD, descarga digital, streaming | King Records |